# Gozer
Gozer, también conocido como Gozer el Gozeriano, Gozer el Destructor, Gozer el Viajante, Volguus Zildrohar, o Señor de Sebouillia, es el principal enemigo de los protagonistas de la película Los cazafantasmas, dirigida por Ivan Reitman en 1984. Es interpretada por la modelo yugoslava Slavitza Jovan, también es el antagonista principal de Los Cazafantasmas(1984), y Ghostbusters: Afterlife(2021).
Gozer es una antigua y monstruosa deidad ultrapoderosa adorada por los hititas, mesopotámicos y sumerios hacia el año 6000 a. C. que regresa a la ciudad de Nueva York para preparar la destrucción del mundo. En la película, Gozer apoya su advenimiento en dos demonios subalternos, Vinz Clortho, "El Maestro de las Llaves", y Zuul, "El Guardián de la Puerta", quienes adoptando la forma de unos seres monstruosos con forma de cánidos serán los encargados de poseer los cuerpos de Louis Tully (Rick Moranis) y Dana Barret (Sigourney Weaver) respectivamente.

## Historia

### Antigüedad
La primera aparición de Gozer el Destructor fue en Mesopotamia alrededor del 6000 a. C. siendo adorado tanto por hititas como por acadios y también por los sumerios años más tarde. Durante ese tiempo surgieron diferentes cultos para adorarle, desarrollando su propia jerarquía y sistema de magia ritual. Hacia el IV milenio a. C., los fieles de Gozer o gozerianos, formaron parte de una numerosa subcultura sumeria envuelta en una duradera guerra con los seguidores de Tiamat. Finalmente Gozer y sus seguidores fueron derrotados y Tiamat expulsó al dios sumerio de este mundo.
La primera referencia escrita de Gozer es una frase breve en una leyenda egipcia. Se cree que se remontan a finales del Imperio Medio (2040-1650 a. C.). Esta crónica en particular que data del 1600 a. C., advierte de una poderosa deidad de los hicsos conocida como Zuul o guardián, sierva de Gozer. La amenaza de Gozer no terminó con el final de los hicsos (derrocados sus líderes por los egipcios en el 1567 a. C.) sino que sus adoradores permanecieron en silencio durante más de 3000 años.

### Advenimientos
Gozer, más conocido como "El Viajante", visita el mundo en varias ocasiones pero solo tenemos constancia de aquellas que se mencionan en la película y en el videojuego. En cada una de sus manifestaciones en el plano material Gozer tiene primeramente acceso al mundo a través de la unión de dos sirvientes semi-dioses, el "Maestro de las Llaves" y el "Guardian de la Puerta", y aunque solo dos nombres de sus secuaces son conocidos en la historia (Vinz Clortho y Zuul) se cree que han existido otros. Una vez que los sirvientes abren la puerta de ese mundo, Gozer permite a sus adoradores o a un héroe, elegir la forma que Gozer "El Destructor" utilizará para acabar con ese mundo. 

"Gozer, el Viajero, vendrá en una de las formas pre-elegidas. Durante la rectificación del Vuldronaii, el Viajero tomó la forma de un gigantesco Torb. Luego, en la tercera reconciliación del último suplicante de los Meketrex, cogieron otra forma para él, la de un enorme Sloar, muchos Shubs y Zuuls supieron lo que era asarse en el fondo del Sloar aquel día, lo aseguro", -Vinz Clortho, el Maestro de las Llaves.

### Era moderna
A principios de los años 20 un nuevo y poderoso culto de Gozer fue activado en la ciudad de Nueva York. Dirigido por el médico y arquitecto Ivo Shandor, esta sociedad secreta contaba entre sus miembros con personajes influyentes de la vida social y algunos de los más importantes hombres de negocios de Manhattan.

"Después de la Primera Guerra Mundial, Shandor decidió que la sociedad estaba demasiado enferma para sobrevivir... y no fue el único, tenía casi un millar de seguidores cuando murió. Celebraban ritos sobre el tejado, ritos grotescos con la intención de invocar el fin del mundo y ahora al parecer es posible que eso suceda", -Egon Spengler, cazafantasma.

En esta época, Shandor y sus discípulos elaboran un complejo sistema ritual y el arquitecto construye el 55 Central Park West, también conocido como Spook Central Building, un edificio inspirado por el movimiento art déco pero con unas características muy especiales y una estructura que remite a un Zigurat (templo mesopotámico). En el ático del piso 22 se encuentra el Templo de Gozer una especie de gran puerta triunfal frente a una pequeña escalinata y un altar sacrificial flanqueado por las estatuas pétreas de Vinz Clortho y Zuul, junto con dos monolitos que actuarían de bornes conductores de la energía hacia una gran pebetero que culmina la Puerta de Gozer. Además, se ideó una poderosa magia llamada mandala con el fin de materializar nuevamente el cuerpo de Gozer a través de la energía espiritual.

"La estructura de la cúpula es idéntica a la del rastreador de telemetría que la NASA emplea para identificar las estrellas muertas en el espacio profundo... Vigas remachadas en frío, con una aleación de selenio puro. Nunca se había fabricado algo así, el arquitecto que lo diseñó era un verdadero genio o un auténtico chiflado. El edificio entero es una enorme antena superconductora que se ha diseñado y construido expresamente con el propósito de atraer y concentrar turbulencia espiritual. El ático de tu novia es la torre de control de Fantasmalandia", -Egon Spengler y Raymond Stantz, cazafantasmas.

A pesar de que Shandor no fue capaz de provocar el fin que buscaba en vida, sus esfuerzos no fueron en vano ya que finalmente en 1984 el Viajante se manifiesta en la ciudad de Nueva York. Durante este año los fantasmas comienzan a plagar la ciudad, un indicio de que el mandala estaba surtiendo sus efectos y preparando un nuevo advenimiento de Gozer. La energía concentrada sobre la ciudad activa en un primer momento a los sirvientes de Gozer desde el interior de las dos estatuas situadas en el tejado del 55 Central Park West y estos seres monstruosos con forma de cánido con cuernos y afilada dentadura se encargan de poseer los cuerpos de las personas elegidas para provocar el advenimiento de Gozer. 
Peter descubre que Dana estaba siendo poseída por Zuul e Egon y Janine consiguen retener a Louis poseído por Vinz Clortho hasta que Walter Peck, un funcionario de la ciudad de Nueva York, desconecta la unidad de contención liberando así a todos los fantasmas capturados. En ese momento Vinz comienza a vagar por Manhattan hasta que finalmente descubre a Zuul en el apartamento de Dana y se produce el ritual de unión entre el Guardián de la Puerta y el Maestro de las Llaves, lo que convoca finalmente a Gozer.
El abrirse la puerta triunfal sobre el tejado del 55 Central Park West, se manifiesta la entrada a una dimensión paralela en la que se encuentra el Templo de Gozer entre una espesa niebla. Una pirámide coronada por una luz divina en su vértice culmina la escena. Frente a ella, una segunda escalinata da acceso termina en un segundo templo tras cuya puerta aparece la primera apariencia de Gozer, esta vez como una estilizada mujer interpretada por la actriz y modelo balcánica Slavitza Jovan y cuya voz en la versión original pertenece a Paddi Edwards. En este sentido su apariencia, con traje semitransparente (posiblemente de ectoplasma), maquillaje de tonos pálidos, peinado andrógino y grandes tacones, está inspirada en la estética glam de los años 70 y 80 y muy especialmente en el personaje de Ziggy Stardust, ideado por cantante David Bowie para su disco  The Rise and Fall of Ziggy Stardust and the Spiders from Mars. 
En esta ocasión, tras proponer la elección, Gozer toma la forma de un gigantesco Stay Puft Marshmallow Man u Hombre de Marshmallow por culpa de un recuerdo infantil inducido por error en la mente de Ray Stantz (Dan Aykroyd) en el momento de la elección.

"No pude evitarlo... Se me apareció ahí... Traté de pensar en lo más inofensivo, algo que me gustaba en mi niñez y que jamás podría destruirnos, el Sr. Stay Puft de los malvaviscos... solíamos asar malvaviscos en la fogata en el Campamento Waconda", -Ray Stantz, cazafantasmas.

El ser aparece entre las calles de Manhattan destruyéndolo todo a su paso con una adorable sonrisa y provocando el caos entre los ciudadanos. Al acercarse a la azotea del edificio, Los Cazafantasmas disparan sus armas sobre el gigantesco muñeco pero al observar que el fuego no lo debilita concentran los rayos hacia interior del templo y consiguien así provocar una explosión que devuelve nuevamente a Gozer a su reino infernal, convirtiendo también al Destructor en kilos de malvavisco que caen como crema sobre las calles, mientras que Louis y Dana recuperan su forma humana saliendo del interior de los restos carbonizados de Zuul y Vinz.

### Segundo advenimiento a Nueva York
Según la trama que se muestra en el videojuego (Los Cazafantasmas: El Videojuego), en 1991 Gozer se convierte en historia, incluso existe una exposición completa dedicada a él en el Museo de la Ciudad de Nueva York, sin embargo, el Culto Gozer no está muerto y utiliza su magia mandala situada en cuatro lugares de la ciudad con el objeto de volver a traer a su dios, ahora ya sin un portal. Un poderoso brote de fantasmas tuvo lugar en estos cuatro puntos de mandala, causando la reaparición de Gozer en forma de Hombre de Marshmallow en el centro de Times Square. A pesar de ello, esta vez el dios era demasiado débil y carecía de siervos, así que con el fin de alcanzar el poder total Gozer necesitaba una potencia superior de mandala que únicamente podía obtenerse a través del un sacrificio de sangre de uno de los miembros de la familia Shandor (Ilyssa Selwyn, descendiente directa de Ivo Shandor).
Esta vez, el regreso de Gozer no tuvo éxito gracias a que Los Cazafantasmas, junto con su nuevo recluta (el novato), se enfrentan al Destructor este mientras intenta capturar a Ilyssa. Aunque el plan inicial era capturar a Gozer usando el Super Slammer (vehículo gigante provisto de una trampa), el novato consigue hacer el suficiente daño a la forma actual del dios como para destruirla. Con Gozer derrotado Los Cazafantasmas creen que el Culto Gozer podría traerlo una tercera vez a la tierra, pero Ivo Shandor abandona su fe en Gozer con la intención de utilizar la energía mandala y el sacrificio de Ilyssa y convertirse en un dios, adquiriendo él mismo la forma de un Destructor. Gozer continúa viviendo en la calavera de su forma femenina que aparece en manos de la alcaldesa, poseída a su vez por el espíritu de Ivo Shandor, quien se abalanza sobre su espalda, mostrando su inutilidad. Esto quiere decir que Gozer, después de su segunda derrota está completamente destruido o al menos gravemente disminuido.

## Poderes y debilidades de Gozer
Gozer el Gozeriano está considerado el más poderoso de los enemigos al se hayan enfrentado jamás Los Cazafantasmas. Muestra una extraordinaria cantidad de habilidades incluyendo viajes interdimensionales, transustanciación, invisibilidad, intangibilidad, piroquinesis, gran agilidad y resistencia, control del tiempo y de la energía. De hecho, su mera entrada en la dimensión terrestre provocó un aumento en la actividad paranormal y la interrupción en las fuerzas naturales (las nubes de tormenta y el terremoto antes de la batalla). Debido a su limitado tiempo en la tierra el poder de Gozer no se conoce con exactitud, es más, si Los Cazafantasmas se hubieran retrasado un poco más quizá la Reversión Protónica Total hubiera sido insuficiente para enviarlo de nuevo a su dimensión, aunque esto es pura conjetura y especulación. 
Sin embargo, Gozer tiene limitaciones y debilidades, por lo pronto, el templo gozeriano situado en lo alto del edificio de Shandor es su único medio para entrar en la dimensión terrestre. De hecho, en el momento que Los Cazafantasmas cruzan los rayos aún no había penetrado completamente en nuestro mundo. Además, el hecho de que para entra tuviera que esperar a la elección de un humano no deja de ser una curiosa ironía. Durante su segundo advenimiento Gozer no tenía portales para manifestarse plenamente, por lo que recurre nuevamente a su última forma (Hombre de Marshmallow) que era mucho más débil y requería absorber mucha más energía para convertirse en el verdadero ser que se supone que es, por eso Los Cazafantasmas logran finalmente destruirlo.

## Trivia
- Originalmente en la película, Gozer fue concebido para tomar la forma de Ivo Shandor, interpretado por Paul Reubens y descrito como un gentil hombre vestido con traje y corbata, aunque esta apariencia hubiera sido más apropiada si se hubiera presentado a mediados de los años 20.
- En Los Cazafantasmas: El Videojuego Ray especula con la posibilidad de que Gozer únicamente es capaz de crear una forma de Destructor por dimensión y por eso solo se puede manifestar como Hombre de Malvavisco.
- Debido a que en la película se refieren a Gozer sin género, él (ella) habla con una voz andrógina mezcla de hombre y mujer, en España interpretada por Carmen Contreras.
- En ambas ocasiones que Gozer fue derrotado, los restos de su estancia en forma de Hombre de Marshmallow llovieron por todo Nueva York llenando las calles de malvavisco derretido, lo que puede ser interpretado como una especie de eucaristía pagana pues se supone que es comestible.